# チーズフライ (チーズ)

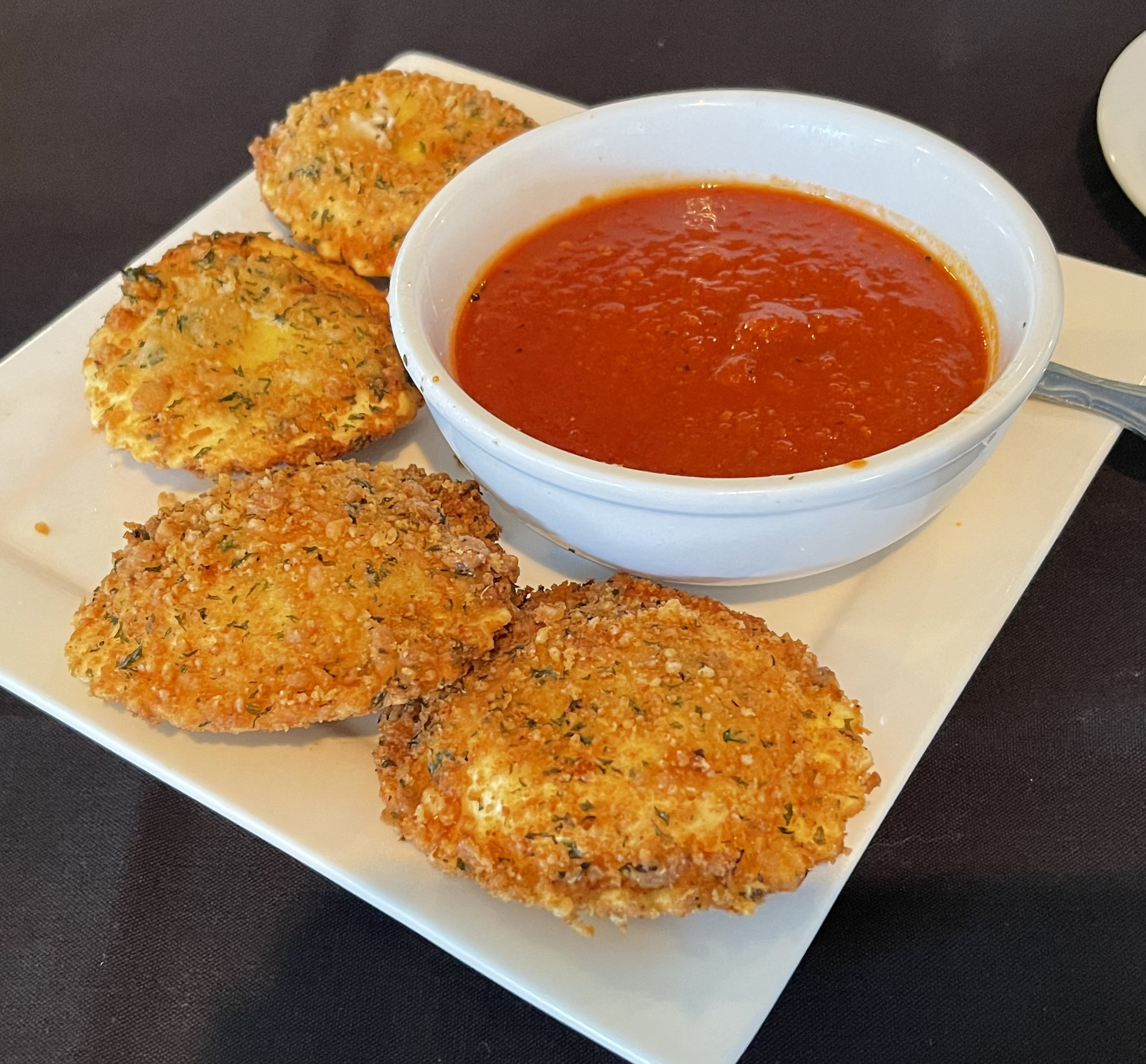
モッツァレッラチーズのフライ（インディアナ州）

チーズフライ（英語: Fried cheese）は、チーズに衣をつけて揚げた料理。
カマンベールチーズ、ストリングチーズなどに薄力粉、溶き卵、パン粉を順に付けて、加熱した油で揚げる。
チェコやスロヴァキアにはチーズをフライにした伝統料理・スマジェニー・スィールがある。